# Lobaederus appendiculatus
Lobaederus appendiculatus is een keversoort uit de familie kniptorren (Elateridae). De wetenschappelijke naam van de soort is voor het eerst geldig gepubliceerd in 1830 door Perty.